# Parmelia submutata
Parmelia submutata är en lavart som beskrevs av Hue. Parmelia submutata ingår i släktet Parmelia och familjen Parmeliaceae.   Inga underarter finns listade i Catalogue of Life.